# イリット・アミエル
イリット・アミエル (Irit Amiel; ヘブライ語: עירית עמיאל; 出生名はイレーナ・リブロヴィッツ、1931年5月5日 - 2021年2月16日) は、ポーランド出身のイスラエルの詩人、作家、翻訳家で、ポーランド語とヘブライ語で執筆し、それぞれもう一方の言語に翻訳した。

## 生涯
アミエルは1931年にポーランド南部チェンストホヴァのユダヤ人家庭に生まれ、そこで幼少期を過ごした。1941年にその地のゲットーに移り、1942年9月に父の助けでそこを脱出したが、両親のレオンとナタリアは同年トレブリンカ強制収容所で命を落とした。アミエルはチェンストホヴァで、またチェンストホヴァ周辺で、最終的にワルシャワの叔父の家で、偽の出生証明書で仮名を使って隠れていた。1944年のワルシャワ蜂起鎮圧の後、彼女はチェンストホヴァ近郊のポチエスナ・ゴルカ村に留まり、第二次世界大戦が終わった後に生まれ故郷へ戻り、ギムナジウムに短期間通い、1945年末にパレスチナへの脱出支援組織ブリハの援助によりポーランドから移住した。難民キャンプのあるドイツのビーベラハ・アン・デア・リス、イタリアのトリノ、そしてキプロス島を転々とした後、1947年12月に彼女はパレスチナに着いた。ベット・ハシタ・キブツに住み、1949年からはパルマヒム・キブツに移った。そこでチュージー・アミエルと知り合い、1953年に彼と結婚した。その後彼女は公務員としてまた宝石店の販売員として働いた。
1970年代の末にアミエルは文献学、歴史学、文学史をラーナナにあるイスラエル・オープン大学で学んだ。1981年から1985年までベイト・ベルル大学で翻訳学を学び、ヘブライ語のテキストをポーランド語へ、ポーランド語のテキストをヘブライ語へ翻訳するのを始めた。
1994年にアミエルは最初の詩集『ショアの試練』をヘブライ語で出版し、同年に自分で翻訳したポーランド語版も出版された。ショア詩人ダン・パギスの詩集をポーランド語に翻訳したり、ポーランドの作家ハンナ・クラルやヴィスワヴァ・シンボルスカの作品をヘブライ語に翻訳した。2021年90歳で没。

## 作品
- מבחן בשואה (Mivhan be-Sho’ah), 1994
  - Egzamin z Zagłady, 1994 (Eigenübersetzung ins Polnische)
- Nie zdążyłam, 1998
- Osmaleni, 1999 (2000年ニケ文学賞（英語版）にノミネート)
  - Tsevurim, 2002 (Eigenübersetzung ins Hebräische)
  - Gezeichnete. Geschichten vom Überleben. Aus dem Hebräischen von Magali Zibaso. Jüdischer Verlag, Berlin 2015, ISBN 978-3-633-54272-7
- Wdychać głęboko, 2002
- Podwójny krajobraz, 2008 (nominiert für den Nike-Literaturpreis 2009)
- Życie – tytuł tymczasowy, 2014
- Spóźniona / Delayed, 2016

### 日本語に翻訳された著作
- イリット・アミエル著; 石原みのる 訳 『SCORCHED焦がされた世代 : ホロコースト生存者短編集』きれい・ねっと、2018.5、ISBN 978-4-434-24717-0[4]
- イリット・アミエル著; 母袋夏生訳 「日記の一葉」「リンカ」「ラファエル」『砂漠の林檎』河出書房新社、2023年8月, ISBN 978-4-309-20890-9, p31-45[5][6]

## 翻訳
- Mieczysław Frenkel: Ha-recach ha-nazi be-Lwow, 1987
- Maria Hochberg–Mariańska, M. Peleg–Mariański: Mi-huts le-h.omot ha.get.o: be-K.rak.ov ha-kevushah, 1987
- L. Rozentsvig: Kinot, 1992
- B. Mendel: Be-darkhe ha-goral, 1993
- Łucja Gliksman: Wczoraj i inne wiersze, 1993
- Abraham Koplowicz: Utwory własne = Mi-shel ’atsmi: shirim shel na’ar mi-get.o Lodz’, 1994
- Dan Pagis: Ostatni, 2004
- Hanoch Levin: Requiem, 2015

## 栄誉
- 2014 Ehrenpreis der Stadt Częstochowa